# Survivor Series (2003)
Survivor Series (2003) — семнадцатое в истории PPV-шоу Survivor Series, производства американского рестлинг-промоушна World Wrestling Entertainment (WWE). Шоу прошло 16 ноября 2003 года в «Американ Эйрлайнс-центр» в Далласе, Техас, США. Оно проводилось для рестлеров из брендов Raw и SmackDown!.
Главным событием бренда Raw был матч за титул чемпиона мира в тяжелом весе между Голдбергом и Трипл Эйчем, который Голдберг выиграл после выполнения приемов «Гарпун» и «Джекхаммер». Главным матчем бренда SmackDown! был матч «Погребённый заживо» между Гробовщиком и Мистером Макмэном, который выиграл Макмэн после того, как Кейн вмешался и помог ему похоронить Гробовщика. Этот матч стал последним выступлением Гробовщика в образе байкера, так как через четыре месяца на WrestleMania XX он впервые с середины 1999 года вернулся в образе Мертвеца.

## Результаты
| #                                                                    | Матч | Тип матча | Время |
| -------------------------------------------------------------------- | --- | --- | ----- |
| 1H                                                                   | Таджири (c) (с Акио и Сакодой) победил Джейми Ноубла | Одиночный матч за титул чемпиона WWE в первом тяжёлом весе | 4:13  |
| 2                                                                    | «Команда Энгла» (Курт Энгл, Брэдшоу, Крис Бенуа, Хардкор Холли и Джон Сина) победила «Команду Леснара» (Брок Леснар, Эй-Трейн, Биг Шоу, Мэтт Морган и Нейтан Джонс)                                                                                        | Матч Survivor Series 5х5 | 13:15 |
| 3                                                                    | Молли Холли (с) победила Литу | Одиночный матч за титул чемпиона WWE среди женщин | 6:48  |
| 4                                                                    | Кейн победил Шейна Макмэна | Матч со скорой помощью | 13:34 |
| 5                                                                    | «Братья Башам» (Дэнни Башам и Даг Башам) (c) (с Шаниквой) победили «Лос Геррерос» (Чаво Герреро и Эдди Герреро) | Командный матч за титул командных чемпионов WWE | 7:31  |
| 6                                                                    | «Команда Бишоффа» (Крис Джерико, Кристиан, Марк Генри, Рэнди Ортон и Скотт Штайнер) (с Эриком Бишоффом, Теодором Лонгом и Стейси Киблер) победила «Команду Остина» (Букер Ти, Бубба Рэй Дадли, Ди-Вон Дадли, Роб Ван Дам и Шон Майклз) (со Стивом Остином) | Матч Survivor Series 5х5 Поскольку команда Остина проиграла, Остину пришлось уйти с поста генерального менеджера Raw. Если бы команда Остина победила, Остина больше не нужно было бы физически провоцировать, чтобы он напасть на рестлера Raw | 27:27 |
| 7                                                                    | Мистер Макмэн победил Гробовщика | Матч «Погребённый заживо» | 11:59 |
| 8                                                                    | Голдберг (c) победил Трипл Эйча (с Риком Флэром) | Одиночный матч за титул чемпиона мира в тяжёлом весе | 11:44 |
| H — означает матч на Sunday Night Heat (c) — чемпион на начало матча | | |       |